# Кубок світу з біатлону 2010—2011 — етап 8
Восьмий етап Кубка світу з біатлону 2010-11 відбувся у Форт-Кенті, Мен, США, з 10 по 13 лютого 2011.

## Розклад
Розклад змагань подано за даними biathlonworld.com
| Дата      | Час       | Гонка                      |
| --------- | --------- | -------------------------- |
| 10 лютого | 17:30 CET | Спринт 10 км, чоловіки     |
| 11 лютого | 17:30 CET | Спринт 7,5 км, жінки       |
| 12 лютого | 15:15 CET | Персьоют 12,5 км, чоловіки |
| 12 лютого | 18:05 CET | Персьют 10 км, жінки       |
| 13 лютого | 16:00 CET | Мас-старт 15 км, чоловіки  |
| 13 лютого | 18:15 CET | Мас-старт 12,5 км, жінки   |

## Переможці й призери

### Чоловіки
| Гонка:                                                                  | Золото:                       | Час               | Срібло:               | Час               | Бронза:            | Час               |
| Спринт 10 км Протокол [Архівовано 11 лютого 2011 у Wayback Machine.]    | Еміль Хегле Свендсен Норвегія | 24:51.4 (0+1)     | Міхал Шлезінгр Чехія  | 24:58.6 (0+0)     | Тар'єй Бо Норвегія | 25:00.7 (0+0)     |
| Персьют 12,5 км Протокол [Архівовано 11 лютого 2011 у Wayback Machine.] | Еміль Хегле Свендсен Норвегія | 35:46.0 (0+0+0+1) | Мартен Фуркад Франція | 35:46.0 (0+0+1+0) | Тар'єй Бо Норвегія | 37:03.5 (1+0+0+2) |
| Мас-старт 15 км Протокол [Архівовано 11 лютого 2011 у Wayback Machine.] | Мартен Фуркад Франція         | 39:48.9 (0+0+2+0) | Томаш Сікора Польща   | 39:52.0 (0+0+0+0) | Тар'єй Бо Норвегія | 39:53.6 (0+0+1+1) |

### Жінки
| Гонка:                                                                    | Золото:                    | Час               | Срібло:                    | Час               | Бронза:                    | Час               |
| Спринт 7,5 км Протокол [Архівовано 11 лютого 2011 у Wayback Machine.]     | Андреа Генкель Німеччина   | 23:20.0 (0+0)     | Міріам Гесснер Німеччина   | 23:30.9 (0+2)     | Маґдалена Нойнер Німеччина | 23:35.8 (1+1)     |
| Персьют 10 км Протокол [Архівовано 11 лютого 2011 у Wayback Machine.]     | Андреа Генкель Німеччина   | 31:09.1 (0+0+1+0) | Маґдалена Нойнер Німеччина | 31:33.9 (2+0+0+1) | Марі Дорен Франція         | 32:02.7 (0+0+0+0) |
| Мас-старт 12,5 км Протокол [Архівовано 11 лютого 2011 у Wayback Machine.] | Маґдалена Нойнер Німеччина | 39:48.9 (0+0+0+1) | Андреа Генкель Німеччина   | 39:54.2 (0+0+1+0) | Дарія Домрачова Білорусь   | 39:59.3 (1+0+0+0) |

## Досягнення
Найкращі виступи в кар'єрі
| - Юліан Ебергард (AUT), 10 у спринті - Скотт Перрас (CAN), 30 у спринті - Віталій Кільчицький (UKR), 40 у спринті - Олександр Колос (UKR), 51 у спринті - Артем Ушаков (RUS), 64 у спринті - Натан Сміт (CAN), 38 у персьюті | - Інна Супрун (UKR), 9 у спринті, 17 у персьюті - Елізабет Геґберґ (SWE), 26 у спринті - Анна Карін Стремстедт (SWE), 27 у спринті, 24 в персьюті - Клод Годбу (CAN), 48 у спринті - Катерина Глазиріна (RUS), 9 в персьюті |

Перша гонка кубка світу
|  |  |

## Виноски
1. ↑  Fort Kent World Cup schedule. Архів оригіналу за 19 січня 2011. Процитовано 10 лютого 2011.